# بالگردگاه هادسون
بالگردگاه هادسون (به انگلیسی: Columbia Memorial Hospital Heliport) یک فرودگاه خصوصی است . این فرودگاه در شهر آستوریا، اورگن کشور ایالات متحده آمریکا قرار دارد و در ارتفاع ۷ متری از سطح دریا واقع شده‌است.